# Idolators
Idolators er en amerikansk stumfilm fra 1917 af Walter Edwards.

## Medvirkende
- Louise Glaum som Viola Strathmore.
- George Webb som Curtis de Forest Ralston.
- Dorcas Matthews som Anita Carew.
- Lee Hill som Borul
- Tom Guise som Burr Britton.